# Nola tigranula
Nola tigranula är en fjärilsart som beskrevs av Rudolf Püngeler 1902. Nola tigranula ingår i släktet Nola och familjen trågspinnare. Inga underarter finns listade i Catalogue of Life.